# 金沢市立清泉中学校
金沢市立清泉中学校（かなざわしりつ せいせんちゅうがっこう、英語: Kanazawa Municipal Seisen Junior High School）は、石川県金沢市泉本町3丁目にある公立中学校。
金沢市中心部のドーナツ化現象により周辺部で生じた急速な人口増加に伴う、市南部地区の生徒数増加に対する解決策として、1996年4月に通学区域変更を行い、開校した。

## 沿革
- 1996年（平成08年）
  - 4月1日 - 金沢市立清泉中学校創立。校訓は清新・創意・自立・敬愛[1]。
  - 4月5日 - 開校[要出典]。
- 2015年（平成27年）7月10日 - 創立20周年記念式典を挙行[5]。

## 通学区域
三馬小学校通学町、米泉小学校通学町

## 周辺
- 北陸鉄道石川線西泉駅
- 金沢市消防局中央消防署
- 事務キチ金沢店

## 周辺の学校
高校
- 石川県立金沢中央高等学校（通信高校）
- 金沢高等学校（私立高校）
- 石川県立金沢伏見高等学校（県立高校）

中学校
- 金沢市立泉中学校

小学校
- 金沢市立三馬小学校
- 金沢市立米泉小学校

## 主な卒業生
- 田中翔太郎（スピードスケート選手）
- 泉圭輔（プロ野球選手）
- 谷内亮太（プロ野球選手）